# Dain, Dvalin, Duneyr och Duratror

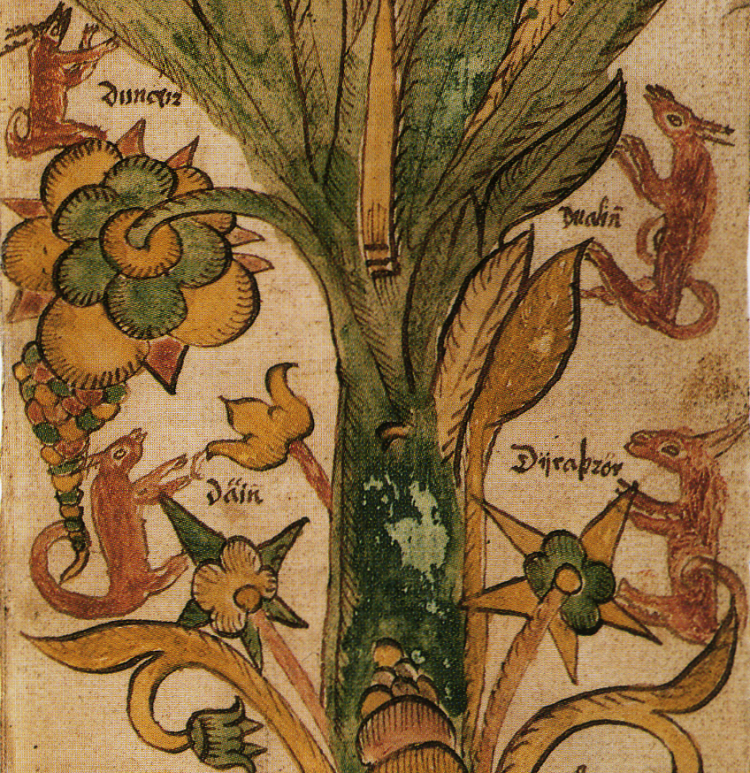
Dain, Dvalin, Duneyr, och Duratror äter av Yggdrasils topp. Från ett isländskt 1600-talsmanuskript AM 738 4to, finns på Árni Magnússon-institutet, Island.

Dain, Dvalin, Duneyr och Duratror är i nordisk mytologi namnen på fyra hjortar som lever i världsträdet Yggdrasils topp och betar på dess grenar. Morgondaggen samlas i deras horn och formar världens floder. Namnen betyder Döding, Den djupt sovande, Dunöra samt Slummer.
Följande rader står i Gylfaginning från den Prosaiska Eddan av Snorre Sturlasson:
Fyra hjortar stå med styvsträckt hals
och tugga på trädets knoppar
Dain och Dvalin, Duneyr och Dyratror
Snorre kan ha hämtat inspirationen till detta från Sången om Grimner.
| Hirtir ero ok fiórir, þeirs af hæfingar á gaghálsir gnaga: Dáinn ok Dvalinn, Dúneyrr ok Duraþrór. Grímnismál 33, JH's edition | Hjortar finnas ock fyra med finböjda halsar, som å trädet på grenarna gnaga, Dain och Dvalin, Duneyr och Duratror. Grímnismál 33, Erik Brates översättning |  |